# Gottfried Boy
Gottfried Boy est un peintre allemand né en 1701 à Francfort-sur-le-Main, décédé en 1755 à Hanovre.

## Œuvres

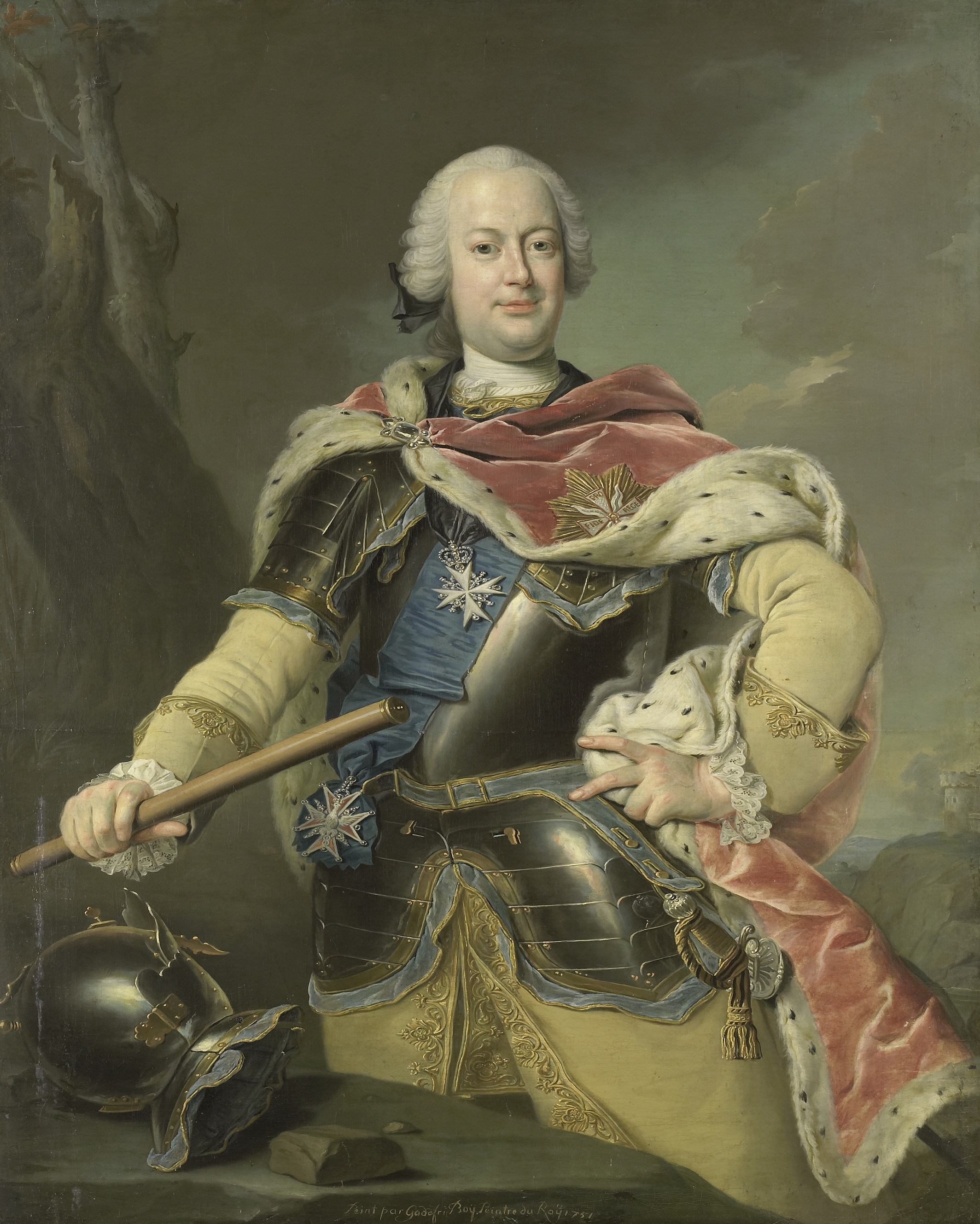
Portrait de Frédéric IV de Saxe, 1751, Rijksmuseum (Amsterdam).

- Amsterdam, Rijksmuseum, Portrait de Frédéric IV de Saxe.

Série de portraits de chevaliers teutoniques, dispersés lors d'une vente aux enchères chez Kastern à Hanovre le 24 avril 2010:
- Portrait de Dietrich Diede zum Fürstenstein (1698-1758).
- Portrait de Gottlob Friedrich Wilhelm von Hardenberg (1728-1800).
- Portrait de Johann Georg Moritz Graf von Oeynhausen (1696-1764).
- Portrait de Heinrich Albrecht von Reden (1710-1738).
- Portrait de Christoph Siegmund Freiherr von Seckendorf.
- Portrait de Wilhelm Siegmund Friedrich von Seckendorf (1705-1773).
- Portrait de Friedrich Maximilian Freiher von Stein (1636-1703).